# HHIJC

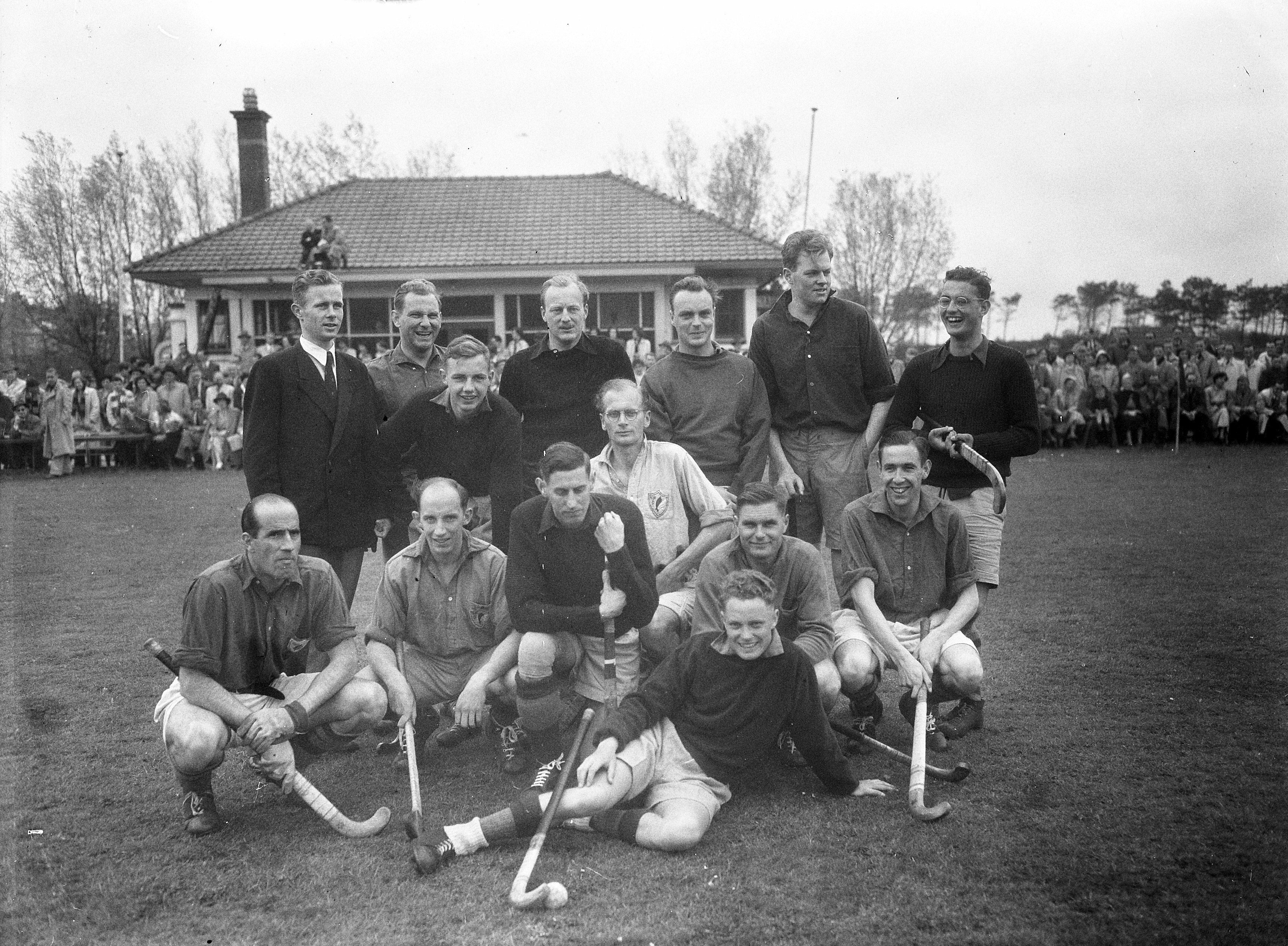
HHIJC in 1951

De Haagsche Hockey & IJshockey Club (HHIJC) is een voormalige Nederlandse hockeyclub uit Den Haag. De club werd opgericht omstreeks 15 en 16 april 1933 en droeg de clubkleuren bordeauxrood/grijs.
De club is een voortzetting van de Haagsche Lyceum Club (1908) die weliswaar uitkwam in de hogere regionen van het hockey, maar van origine een scholierenclub was van het Nederlandsch Lyceum. Door de oprichting van HHIJC kon HLC weer een scholierenclub worden en werd de HHIJC een meer open club waar aan hockey en ijshockey kon worden gedaan. De ijshockeyafdeling ging in de loop der jaren meer zijn eigen weg en veranderde de naam uiteindelijk naar HYS The Hague. De hockeyclub vierde haar hoogtijdagen vlak na de Tweede Wereldoorlog, begin jaren 50 toen de mannen viermaal landskampioen werden (1948, 1949, 1951 en 1952) en de vrouwen tweemaal (1948 en 1954).
Voor aanvang van het seizoen 1974/75 fuseerde de club met TOGO tot HC Klein Zwitserland.
Enkele internationals die uitkwamen voor HHIJC:
- Roepie Kruize
- Ties Kruize (jeugd)
- André Boerstra
- Piet Bromberg
- Wim van Heel
- Eddy Tiel
- Leo Wery
- Aart Brederode
- Ewald Kist
- Huib du Pon
- Cor Schwencke

## Palmares
Landskampioen

Heren: 1948, 1949, 1951, 1952

Dames: 1948, 1954